# Айрон-Рівер (переписна місцевість, Вісконсин)
Айрон-Рівер (англ. Iron River) — переписна місцевість (CDP) в США, в окрузі Бейфілд штату Вісконсин. Населення — 768 осіб (2020).

## Географія
Айрон-Рівер розташований за координатами 46°34′46″ пн. ш. 91°23′59″ зх. д. / 46.57944° пн. ш. 91.39972° зх. д. (46.579326, -91.399850).  За даними Бюро перепису населення США в 2010 році переписна місцевість мала площу 17,54 км², з яких 16,18 км² — суходіл та 1,36 км² — водойми.

## Демографія
Згідно з переписом 2010 року, у переписній місцевості мешкала 761 особа в 362 домогосподарствах у складі 213 родин. Густота населення становила 43 особи/км².  Було 479 помешкань (27/км²).
Расовий склад населення:
| - 93,8 % — білих - 3,5 % — корінних американців - 0,1 % — чорних або афроамериканців - 0,1 % — азіатів |

До двох чи більше рас належало 2,2 %. Частка іспаномовних становила 0,8 % від усіх жителів.
За віковим діапазоном населення розподілялося таким чином: 19,7 % — особи молодші 18 років, 56,6 % — особи у віці 18—64 років, 23,7 % — особи у віці 65 років та старші. Медіана віку мешканця становила 47,0 року. На 100 осіб жіночої статі у переписній місцевості припадало 94,6 чоловіків;  на 100 жінок у віці від 18 років та старших — 94,0 чоловіків також старших 18 років.
Середній дохід на одне домашнє господарство  становив 43 655 доларів США (медіана — 36 932), а середній дохід на одну сім'ю — 50 854 долари (медіана — 39 167). За межею бідності перебувало 11,2 % осіб, у тому числі 37,0 % дітей у віці до 18 років та 3,2 % осіб у віці 65 років та старших.
Цивільне працевлаштоване населення становило 326 осіб. Основні галузі зайнятості: будівництво — 25,8 %, освіта, охорона здоров'я та соціальна допомога — 19,0 %, виробництво — 14,1 %, мистецтво, розваги та відпочинок — 10,7 %.